# Hieracium ochanskiense
Hieracium ochanskiense es una especie de planta con flor del género Hieracium, de la familia Asteraceae, orden Asterales.

## Distribución
Hieracium ochanskiense se distribuye por Rusia.

## Taxonomía
Fue descrita científicamente por (Zahn) Üksip ex R. N. Shlyakov.